# Бенс Черч (Вирџинија)
Бенс Черч (енгл. Benns Church) насељено је место без административног статуса у америчкој савезној држави Вирџинија.

## Демографија
По попису из 2010. године број становника је 872.
| Група             | 2000.    | 2010.       |
| Белци             | 0 (0,0%) | 484 (55,5%) |
| Афроамериканци    | 0 (0,0%) | 306 (35,1%) |
| Азијати           | 0 (0,0%) | 13 (1,5%)   |
| Хиспаноамериканци | 0 (0,0%) | 38 (4,4%)   |
| Укупно            | 0        | 872         |